# Église régionale protestante luthérienne de Saxe

L’Église protestante luthérienne de Saxe (Evangelisch-Lutherische Landeskirche Sachsens, EvLKS) est une église protestante allemande d’obédience luthérienne, membre de l’Église protestante en Allemagne (EKD). Issue d’une ancienne Église d'État, elle a le statut d’établissement public et utilise toujours le titre, devenu inexact depuis 1918, de Landeskirche (Église d’État).
La direction de l’Église est à Dresde. Ses principales églises où prêche l’évêque régional sont la cathédrale de Meissen et la Kreuzkirche de Dresde. L’EvLKS dispose d’une académie protestante à Meissen .
En décembre 2019, l’EvLKS comptait 663 525 membres et 551 paroisses. Outre son appartenance à l’Église protestante en Allemagne, l’EvLKS est également membre de l’Église protestante luthérienne unie d'Allemagne (VELKD).
Le territoire de l’Église protestante luthérienne de Saxe comprend essentiellement l’ancien royaume ou ancien État libre de Saxe, dans ses frontières d’avant 1945 sans la région autour de Bogatynia (Reichenauer Zipfel). Dans les subdivisions administratives actuelles, le territoire de cette église englobe une grande partie de l’État de Saxe, une petite partie de la Thuringe et un village dans l’État du Brandebourg (Merzdorf).

## Historique
La Réforme a été officiellement introduite en Saxe albertine en 1539. Les premiers consistoires ont été fondés à Leipzig en 1545, à Glauchau (seigneuries de Schönburg), à Wurzen et à Meissen. À ceux-ci s’ajouta en 1547, à la suite de l’annexion du plus gros des territoires de la branche ernestine, le consistoire de Wittenberg, fondée en 1539. La base de l’organisation de l’église était la discipline de 1580, qui a déplacé le consistoire de Meissen à Dresde et l’a élevé au rang de consistoire supérieur (Oberkonsistorium) de l’église. La direction de l’église régionale reposait alors sur le nouveau conseil de l’église et sur ce consistoire supérieur. Le duc de Saxe était le chef temporel et spirituel de l’Église ou summus episcopus (dans le cadre du régime de gouvernement seigneurial des églises).
En 1588, le consistoire de Dresde a été ramené à Meissen et sa qualité de consistoire supérieur lui a été retirée. En 1606, l’absence  d’une gestion centrale de l’église centrale, souvent ressentie, a été corrigée et le consistoire de Meissen a été relocalisé à Dresde et utilisé à nouveau comme Oberkonsistorium. Lorsque l’électeur de Saxe Auguste II se convertit au catholicisme en 1697 (car il brigue le trône de Pologne), il remet ses responsabilités épiscopales aux conseils privés. Le plus haut ecclésiastique de Saxe est alors le chapelain principal de la cour (Oberhofprediger), qui est également le vice-président du consistoire supérieur. Après les déclarations de soumission à l’Électeur de Saxe des comtes de Stolberg-Stolberg (1730) et de Stolberg-Roßla (1731), les consistoires de Stolberg-Stolberg, Stolberg-Rossla, et le consistoire commun des seigneuries de Stolberg Kelbra et Heringen, sont placés sous l’autorité du consistoire supérieur de Dresde.
Après le Congrès de Vienne en 1815, le royaume se Saxe dut céder une grande partie de ses territoires à la Prusse, dont le consistoire de Wittenberg et les trois consistoires des comtes de Stolberg. Ces districts consistoriaux formèrent avec d’autres la nouvelle province prussienne de Saxe, où fut formée l’Église protestante de la province ecclésiastique de Saxe, rattaché comme province ecclésiastique à l’Église protestante de l'Union prussienne. (Devenue indépendante en 1947, cette église fusionnera avec l’Église protestante de Thuringe le 1er janvier 2009 pour former l’actuelle Église protestante en Allemagne centrale.)
En 1835, un décret d’organisation est promulgué selon lequel l’administration de l’église est transférée aux autorités centrales de l’État (directions de district). C’était désormais le ministère des cultes qui était à la tête de l’église et qui était responsable seulement devant le collège ecclésiastique appointé par le gouvernement. Ce corps a remplacé l’évêque, puisque le souverain devenu catholique ne pouvait plus remplir ce rôle. Les quelques tâches restantes (les examens ecclésiastiques et pédagogiques) des anciens consistoires dissous ont été pris en charge par le nouveau Consistoire d’État de Dresde, autorité centrale, composé uniquement d’observateurs à temps partiel (avec un juriste comme président).
En 1868, l’église régionale fut dotée de conseils presbytéraux et d’une organisation synodale et, en 1871, un premier synode d’État fut élu. En 1874, dans le cadre d’une vaste réforme constitutionnelle et administrative du royaume de Saxe, l’administration ecclésiastique fut séparée de l’administration de l’État. La plus haute autorité ecclésiastique était maintenant le Consistoire d’État protestant luthérien (à ne pas confondre avec le Consistoire d’État dont il vient d’être question), qui était subordonné aux ministères d’État compétents. Le ministère des cultes n’exerçait plus sur l’église d’État que des droits de surveillance, qu’il exerçait aussi envers les autres communautés religieuses.
Après l’abolition du régime de gouvernement seigneurial des églises en 1918, l’église s’est dotée d’une constitution révisée en 1922, qui est entrée en vigueur en 1926. Selon sa nouvelle discipline, l’église s’appelait maintenant Église protestante luthérienne de l’État libre de Saxe. Le principal ecclésiastique, qui avait jusque-là porté le titre de prédicateur principal de la cour, reçut le titre officiel d’« évêque régional » (Landesbishof).
Après la mort du premier évêque de l’église, Ludwig Ihmels, le 7 juin 1933, le ministre saxon de l’Intérieur profita de la vacance du poste jusqu’au 30 juin 1933 pour transférer les pouvoirs de tous les organes de gouvernement (évêque d’État, Landeskirchenamt, comité synodal permanent) au chef de l’association des "Chrétiens allemands" pronazis, Friedrich Coch. Les conseils privés dans le consistoire d’état, 7 surintendants et 14 pasteurs furent congédiés. Le 7 décembre 1933, les pasteurs du Pfarrernotbund ("alliance pastorale d’urgence", dont est issue l’Église confessante, se réunissent dans la Zionskirche de Dresde. En déclarant que l’orientation spirituelle de Friedrich Coch était hérétique, cette réunion initia le Kirchenkampf au sein de l’Église saxonne.
En juin 1945, sur ordre des annexeurs polonais, environ 24 000 Saxons sont expulsés de Saxe à l’est de la Neisse (142 km2), presque exclusivement des luthériens, leurs paroisses dissoutes et leurs églises luthériennes ensuite appropriées par des Polonais catholiques nouvellement installés. De 1945 à 1947, l’église régionale a été sous la direction du surintendant Franz Lau.
Après la Seconde Guerre mondiale , l’Église protestante luthérienne de Saxe s'est jointe à l’Église protestante en Allemagne (EKD) et a cofondé l’Église protestante luthérienne unie d'Allemagne (VELKD). En 1950, elle a adopté une nouvelle constitution, qui a été modifiée avec effet au 1er janvier 2008. En 1969, l’église a démissionné de l’EKD sous les restrictions de la guerre froide comme le rideau de fer et a fondé avec les autres églises d’État sur le territoire de la République démocratique allemande (RDA) et de Berlin-Est la Fédération des Églises protestantes de la RDA. En 1991, l’église de Saxe a pu se joindre à nouveau à l’EKD.
Dans les années 1954 et 1997, elle a été l’hôte de l’assemblée de l'Église protestante allemande à Leipzig . La 33e assemblée de l'Église protestante allemande a eu lieu du 1er au 5 juin 2011 à Dresde .